# Energia nucleare nel Regno Unito
Nel 2011 l'energia nucleare nel Regno Unito ha generato il 17,8% dell'energia elettrica prodotta in totale nel Paese.
A marzo 2010, sono presenti in questa nazione 9 centrali nucleari in funzione che dispongono complessivamente di 19 reattori operativi e 8 dismessi.
Non si stanno edificando nuove centrali nucleari.
Vi sono anche altre 8 centrali nucleari chiuse, 2 con un reattore ciascuna, 4 con due reattori ciascuna e 2 con quattro reattori ciascuna.

## Storia
Il picco massimo della produzione nucleare inglese è avvenuto alla fine degli anni 1990, quando l'energia nucleare forniva il 25% dell'elettricità nazionale. Da allora la porzione sia sul totale che assoluta è diminuita a causa della chiusura degli impianti più vecchi e dell'invecchiamento progressivo degli impianti attualmente in funzione. Anche a causa del progressivo esaurirsi dei campi di gas nel Mare del Nord il fabbisogno inglese di gas è stato supplito in misura sempre maggiore dalle importazioni, che sono passate dal 32% del 2007 al 50%  del 2009, e sono previste al 75%  del 2015; fonte energetica che contribuisce attualmente a quasi il 50% della produzione di energia elettrica inglese. Nel Regno Unito sono da sempre stati molto sviluppati i reattori di tipologia GCR, prima nel modello Magnox e poi nel modello AGR, ed è l'unica nazione in cui sono presenti queste tipologie di reattori ancora in funzione.
L'unità di Sizewell B doveva essere la prima di una lunga serie di reattori di tipologia PWR, ma questa unità è rimasta unica nel suo genere (vedi dopo). I piani per una nuova espansione della capacità nucleare sono stati ripresi nel corso del 2006 e sono attualmente in sviluppo

### Prima fase: sviluppo dei Magnox

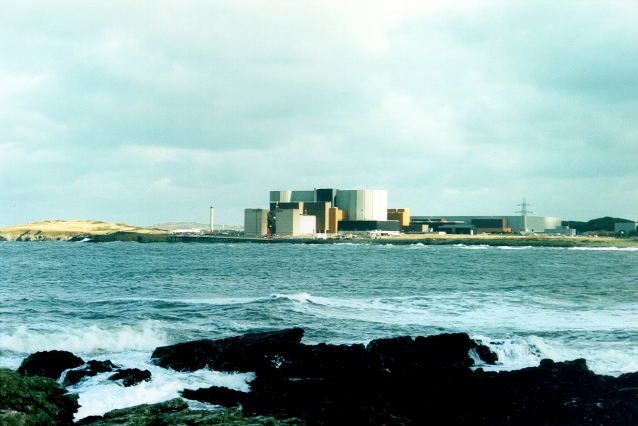
L'impianto di Wylfa, l'impianto equipaggiato con i reattori Magnox più potenti

Dopo la seconda guerra mondiale lo sviluppo dell'energia nucleare nel Regno Unito si indirizzò soprattutto sulle applicazioni militari. Nel 1946 fu costruito dall'Atomic Energy Research Establishment a Harwell nell'Oxfordshire una pila atomica moderata a grafite con raffreddamento ad aria denominata GLEEP. Dopo di questa pila ne fu costruita una seconda, la BEP0 da 6 MW, che dimostrò la fattibilità dello sfruttamento dell'energia nucleare per la produzione di energia elettrica. Durante il 1947 fu scelto il sito di Sellafield come sede principale per lo sviluppo dell'energia atomica nel paese e furono iniziati i lavori di alcune pile atomiche.
Nel 1953 a seguito dell'annuncio del governo inglese per lo sviluppo del programma nucleare civile, fu iniziata la costruzione del primo reattore di Calder Hall. Nel 1954 tramite l'Atomic Energy Authority Act 1954 fu creata l'UKAEA, come organo di controllo e di sviluppo per tutto il programma nucleare britannico. I piani iniziali di sviluppo includevano anche la costruzione di un reattore FBR nel sito di Dounreay presso un vecchio aeroporto militare nel nord della Scozia.
Nei primi anni dalla creazione dell'UKAEA si registrò soprattutto un grande successo nello sviluppo dell'elettrogenerazione da fonte nucleare, nell'ottobre 1956 fu aperta alla presenza della regina Elisabetta II la prima centrale nucleare per la produzione di energia elettrica, l'impianto di Calder Hall, a questa seguì quella di Chapelcross nel sud della Scozia. Questi due impianti erano composti da un totale di 8 reattori di tipologia Magnox da poco meno di 50 MW ognuno; questi reattori, benché commerciali, avevano il doppio scopo di produrre energia elettrica ed eventualmente produrre plutonio weapons grade, questa funzione fu successivamente assolta da altri reattori del complesso di Sellafield. Dopo questi primi 8 reattori ne furono costruiti ancora molti, con potenze fino a 10 volte superiori rispetto al modello originale (l'impianto di Wylfa possiede due reattori da 490 MW ognuno); due modelli furono esportati uno in Italia presso la centrale nucleare di Latina ed uno in Giappone nella centrale nucleare di Tokai. Unità molto simili, denominate UNGG, furono costruite dalla Francia ed esportate in Spagna.
Nei primi modelli sviluppati l'efficienza termodinamica era molto bassa, al 22%, per poi alzarsi fino al 26-28% nei modelli successivi. Nel corso degli anni 1970 tutti i reattori furono scalati di potenza a causa di una ossidazione eccessiva dei componenti dovuta alle leghe usate.
Nel febbraio 1955 il governo inglese pubblicò un documento, il A programme of nuclear power, annunciando un programma di sviluppo per i reattori Magnox, con un obiettivo di avere 1400-1800 MW di potenza da questa tipologia di reattori per il 1965; e lo sviluppo di reattori FBR. A seguito della Crisi di Suez del 1956 si accentuarono le preoccupazioni per una possibile carenza dei rifornimenti di petrolio e carbone, spingendo verso un aumento della capacità nucleare a 5-6000 MW. L'attuazione del nuovo programma di reattori Magnox fu affidato al CEGB che subentrò nel 1958 alla Central Electricity Authority, mentre gli 8 reattori originari e tutti i piani di sviluppo ed i reattori FBR rimasero di proprietà dell'UKAEA.
Nel 1972 fu completato il piano di sviluppo di questi reattori, con la messa in opera di un totale di circa 4200 MW di potenza: quindi con una potenza inferiore ed alcuni anni dopo a quanto previsto.

### Incendio di Windscale
Nell'impianto di Windscale (l'odierna Sellafield) si assistette alla combustione lenta della grafite in uno dei reattori senza che i tecnici se ne rendessero conto, se non dopo un paio di giorni. A causa di ciò vi fu una fuga abbastanza consistente di radioattività, benché parecchio minore di Černobyl' (fu infatti classificato come un evento di 5º grado sulla scala INES). Attraverso la ciminiera della centrale, infatti, i fumi finirono in atmosfera e si dovettero prendere misure precauzionali per la popolazione inglese. In seguito all'incidente, comunque, ci si prodigò per la progettazione di misure di sicurezza più efficaci nel Regno Unito.

### Seconda fase: sviluppo degli AGR

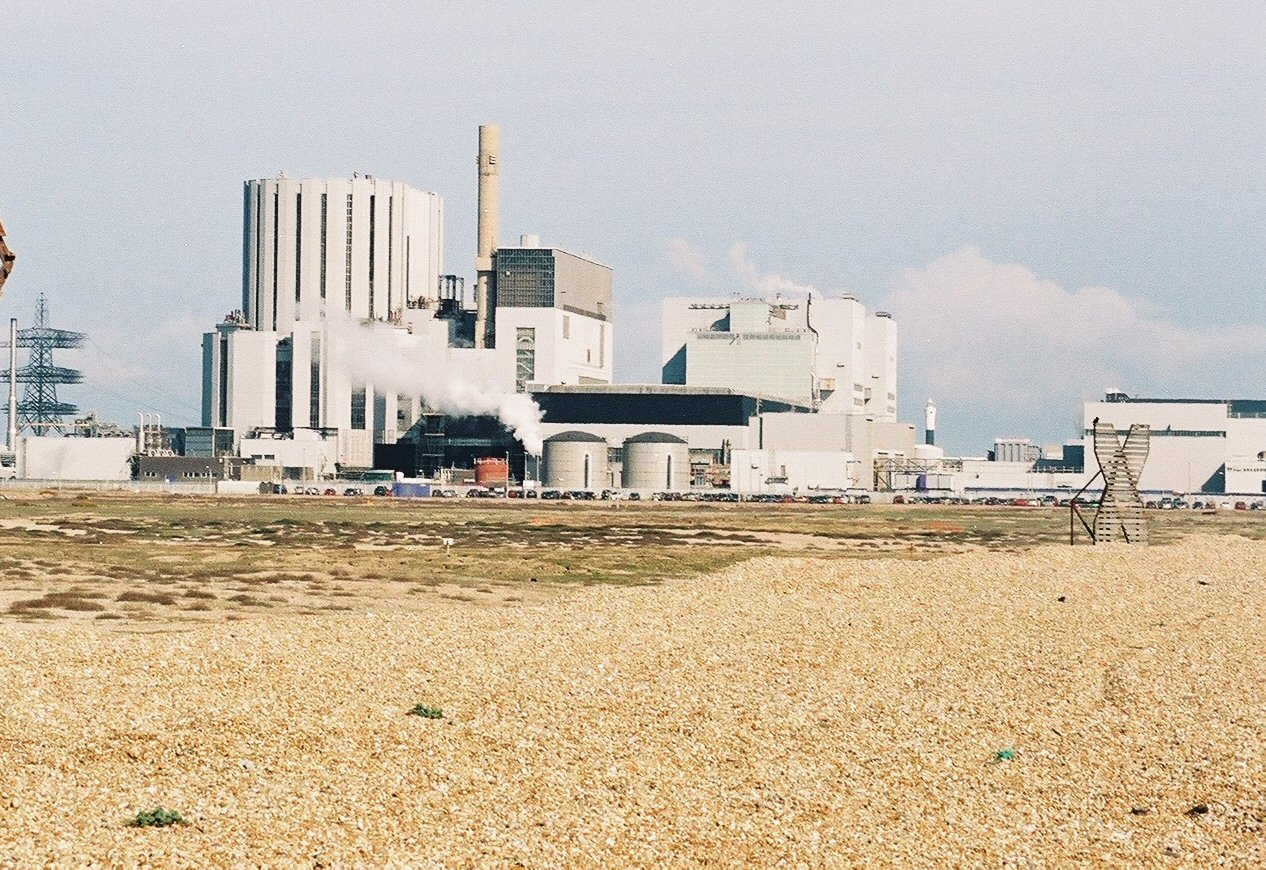
L'impianto di Dungeness, il primo AGR ad essere stato costruito

Nell'aprile 1964 fu stilato un secondo programma per lo sviluppo del nucleare inglese, il The Second Nuclear Power Programme, per delineare la seconda fase di sviluppo del nucleare inglese, con circa 5000 MW di potenza operativa fra il 1970 ed il 1975. Il CEGB fece una gara per la delineazione della tecnologia da usare, se scegliere i nuovi reattori AGR prodotti dalla UKAEA o usare reattori americani di tipologia LWR (preferiti dalla CEGB). Nel maggio 1965 fu scelto l'AGR, ed il primo sito che avrebbe ospitato questa nuova tipologia di reattori sarebbe stato l'impianto di Dungeness nel Kent. Tutto il progetto dell'AGR si basava sul reattore sperimentale di Windscale da 30 MW.
A differenza dei reattori Magnox questi utilizzano uranio arricchito leggermente. L'efficienza termodinamica è molto più alta, arriva al 40%, perché il circuito primario raggiunge una temperatura di 600 °C. A causa di una scarsa standardizzazione dei processi costruttivi fra le varie coppie di reattori, vi sono stati significativi problemi operativi nel corso del funzionamento dei vari reattori. Questa filiera è stata utilizzata unicamente nel Regno Unito.

### Terza fase: utilizzo dei PWR

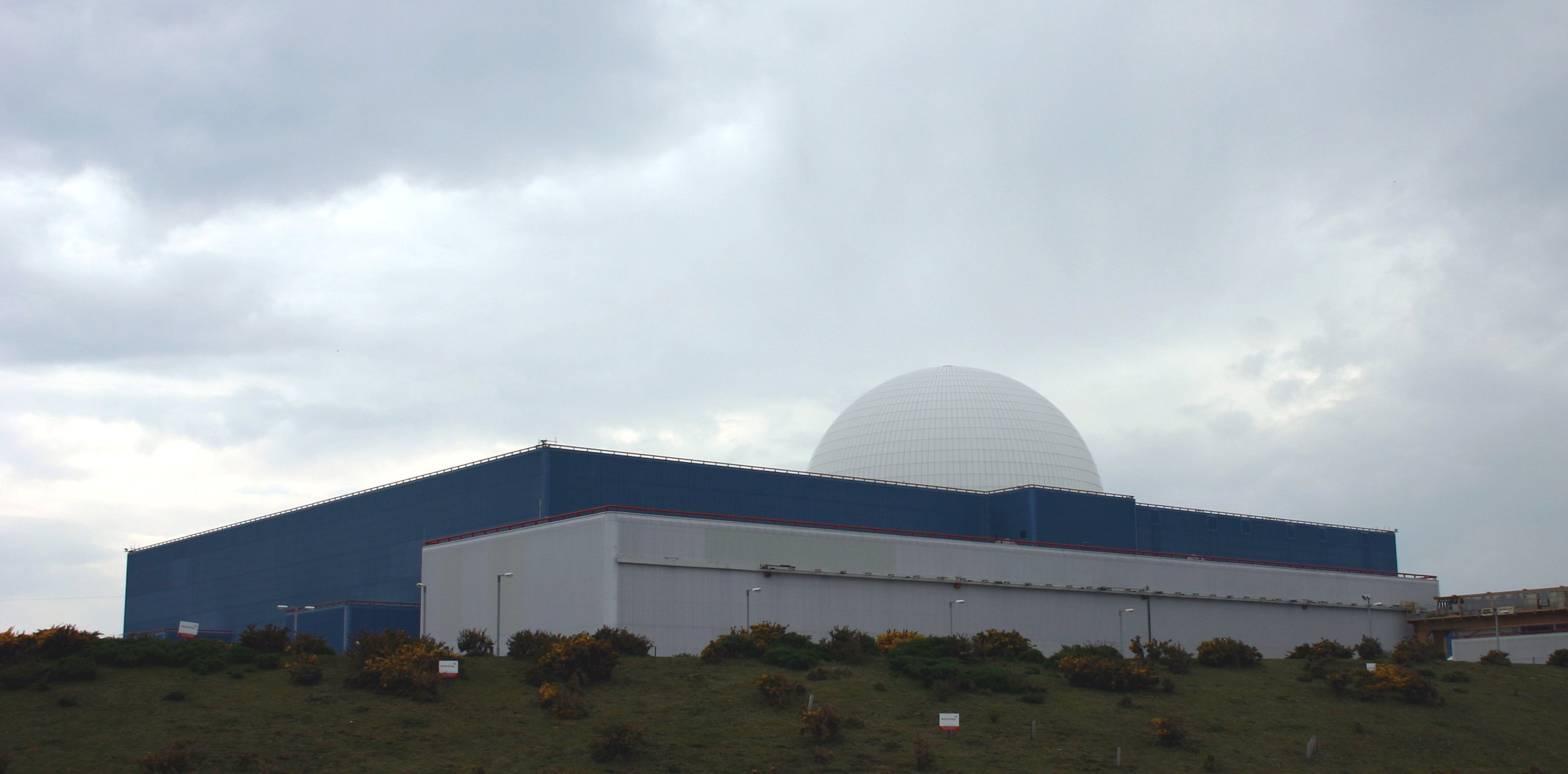
L'impianto di Sizewell, il primo ed unico PWR del Regno Unito

A seguito dei problemi riscontrati nella costruzione delle unità AGR, fu iniziato un dibattito circa un terzo piano di sviluppo del nucleare inglese, considerando tutte le tipologie al momento disponibili: Magnox, AGR, HTR, CANDU, SGHWR, PWR; con la CEGB fortemente indirizzata verso la scelta della tipologia PWR. Il governo decise nel 1975 per la tipologia SGHWR, con 4 unità per la centrale di Sizewell B e 2 per Torness, con ogni unità della potenza di 660 MW. A causa dei tagli alla spesa pubblica ed all'aumento dei costi per la costruzione di questi reattori, fu in un primo momento raccomandato dalla National Nuclear Corporation l'utilizzo di PWR o AGR (di cui fu decisa intanto la costruzione di due coppie di reattori).
A metà del 1979 il cambio di governo diede un maggiore impulso per lo sviluppo dei reattori PWR, diminuendo il apprezzamento verso gli AGR, anche se furono confermate le 4 unità di Heysham e Torness. Furono quindi scelti i reattori forniti dalla Westinghouse di disegno Nuclear Power Plant Unit System per soddisfare i requisiti inglesi, la prima unità fu ordinata per il sito di Sizewell B e la costruzione iniziò nel 1988.
A queste unità ne dovevano seguire altre, erano infatti stati individuati i siti di Sizewell C, Hinkley Point C e Wylfa B. Tuttavia, alla fine del 1989, il governo aveva annunciato una revisione della politica nucleare da fare entro il 1994, e decretato che fino ad allora non si sarebbero costruiti nuovi reattori. A seguito del riesame della politica energetica, nel maggio 1995, il governo ha concluso che i nuovi impianti nucleari non avrebbero più ricevuto sostegno pubblico, alla fine di quell'anno il successore del CEGB, il Nuclear Electric, ha deciso che la costruzione di ulteriori centrali nucleari non era economicamente sostenibile e ha abbandonato i suoi piani per nuove centrali nucleari.

### Privatizzazione del settore elettrico
Alla fine del 1988, il governo conservatore ha annunciato che, in preparazione per la privatizzazione, il CEGB sarà suddiviso in due società: la National Power e la Power Gen, mentre la trasmissione verrà gestita dal National Grid. La proprietà delle centrali nucleari in Inghilterra e Galles è stata acquisita dalla National Power. Tuttavia, a causa di incertezza sul nucleare, i costi di disattivazione e di smaltimento dei rifiuti, il governo ha poi deciso di ritardare la privatizzazione delle centrali nucleari e nel marzo 1990, la divisione nucleare del Potere Nazionale è stato inseriti in una nuova società denominata Nuclear Electric. Nel frattempo, in Scozia, le attività nucleari del SSEB sono stati trasferiti alla Scottish Nuclear nell'aprile 1990 e l'anno successivo, le parti non nucleari del SSEB sono state privatizzate come ScottishPower.
Dopo una revisione effettuata nel 1994, verifica delle prospettive future per l'energia nucleare nel Regno Unito (pubblicato nel maggio 1995), ha concluso che si sarebbero dovute spostare gran parte del settore produzione nucleare nel privato, comporterebbe notevoli vantaggi per l'industria, i consumatori di energia elettrica ed i contribuenti. Ciò ha portato alla creazione di British Energy nel 1995 concretizzare la privatizzazione. Tuttavia, nel 1994 un ulteriore riesame ha ritenuto che il sostegno del settore pubblico per una nuova centrale nucleare sarebbe stato inappropriata. Ciò ha portato alla decisione della Nuclear Electric di non procedere con la costruzione di Hinkley Point C e di ritirare la domanda di pianificazione per Sizewell C. Dopo aver preso possesso degli impianti nucleari, la British Energy è stata privatizzata nel luglio 1996, mentre gli impianti che utilizzavano reattori Magnox sono stati mantenuti sotto il controllo pubblico tramite la società Magnox Electric.
La British Energy ha inizialmente operato con successo e divenne il più grande generatore del paese nel 1998. Tuttavia, questo successo ha portato a maggiori profitti per gli azionisti piuttosto che investimenti nella manutenzione degli impianti, portando successivamente a diverse interruzioni non pianificate. Prima di incorrere in significativi problemi, l'azienda è cresciuta ambiziosamente in patria e all'estero:
- Nel tentativo di diventare una azienda verticalmente integrata, ha acquisito la rete di distribuzione dell'energia elettrica e del gas al dettaglio della Swalec dalla Hyder nel 1999. In poche settimane, British Energy aveva però cambiato la sua strategia aziendale e venduto la Swalec alla Scottish and Southern Energy.
- Nel settembre 1997, British Energy e Peco Energia hanno formato la joint venture Amergen per la gestione di impianti nucleari negli Stati Uniti, comprando gli impianti di Three Mile Island, Clinton e Oyster Creek nel 1999.
- Nel 2000 ha acquistato la centrale a carbone di 1.960 MWe Eggborough dalla National Power per 650milioni€. L'acquisto è stato in gran parte determinata dalla preoccupazione della società per l'effetto che la sua carenza di generazione modulabile avrebbe avuto per la New Electricity Trading Arrangements del 2001.
- Nel 2000 ha fondato la Bruce Power assieme alla Cameco Corporation ed altri piccoli azionisti per acquisire la Ontario Power Generation e la centrale di Bruce.

L'introduzione nel 2001 del New Electricity Trading Arrangements ha portato la società ad un notevole eccesso di capacità produttiva a causa della recente costruzione di un gran numero di centrali a gas, comportando una notevole diminuzione del prezzo dell'elettricità al di sotto dei costi di produzione, nel settembre 2002 la società non era più in grado di coprire le passività. Il governo ha quindi concesso una linea di credito per consentirgli di continuare ad operare e, nell'ottobre 2003, si è accordata con governo e creditori per una ristrutturazione generale.
Diversi fattori hanno contribuito al crollo finanziario di British Energy:
- La società è stata gravata da costosi contratti di ritrattamento con BNFL (a 0,45p/kWh, circa sei volte quello richiesto negli Stati Uniti).
- È stata gravata di una tassa sull'effetto serra (fino a 0,15p/kWh), nonostante il fatto che le sue centrali nucleari non emettano anidride carbonica.
- Aver fallito nei tentativi di diversificare la fornitura di energia elettrica, la mancanza di integrazione verticale ha lasciato l'azienda esposta variazioni di prezzi dell'energia elettrica all'ingrosso.
- La stazione di carbone Eggborough è stata acquistata durante il picco del mercato e il suo valore è stato svalutato nel 2002 a 300milioni£. Oltre a fornire alla società con una certa capacità di produzione flessibile, ha anche aumentato la quantità di elettricità che doveva essere venduto.
- Anche se i progetti di Amergen e Bruce Power hanno avuto molto successo, la necessità di reinvestire gli utili (ad esempio per lavori in corso per riavviare l'unità di Bruce A) ha fatto sì che queste imprese non erano in grado di fornire sufficiente liquidità nel breve termine.
- La flotta AGR nel Regno Unito ha subito diverse interruzioni non pianificate, in gran parte a causa della carenza di investimenti in passato.

Come risultato della sua ristrutturazione, la sua partecipazione in Amergen e Bruce Power sono stati diminuiti, ed i contratti con BNFL rinegoziati. In cambio del 100% del capitale della società, gli azionisti hanno ricevuto il 2,5% del patrimonio netto della società ristrutturata, con il resto per i creditori di British Energy. Una parte fondamentale dell'operazione di ristrutturazione è stata la ristrutturazione degli introiti di cassa, in cui la società avrebbe contribuito al 65% della sua liquidità nel Nuclear Liabilities Fund, che è il fondo responsabile per i costi del futuro decommissioning degli impianti. A metà del 2007, parte di questi diritti sul fondo sono stati convertiti in azioni e venduti per 2.3miliardi£, il restante 36% è stato comprato nel gennaio 2009 dalla EDF per 4.4miliardi£, acquisendone quindi la proprietà tramite l'acquisto di altre azioni per un totale di 12.5miliardi£.
La ristrutturazione di British Energy è stata completata nel gennaio 2005. Anche se la società continua ad avere problemi causati dall'invecchiamento della flotta di AGR, il prezzo all'ingrosso dell'energia elettrica è aumentato. Visto poi il cambiamento di indirizzo del governo nel 2008, c'è stato un grande impulso per la costruzione di nuovi reattori e la gara è stata vinta dalla EDF. Come parte delle condizioni dell'acquisto della società britannica da parte della EDF si sono dovuti vendere gli impianti di Eggborough e Sutton, e vendere i terreni degli impianti di Wylfa, Dungeness, Bradwell e Heysham e di rinunciare ad una delle tre connessioni elettriche di Hinkley Point.

## Programma nucleare futuro
È in delineazione la quarta fase di sviluppo del nucleare inglese. I piani per lo sviluppo di una flotta di reattori PWR erano iniziati alla fine degli anni '70, ma si erano arenati dopo la conclusione del primo reattore, tutto il piano di sviluppo fu poi ripreso nel 2006 per il cambiamento di orientamento politico verso l'energia nucleare. La politica energetica in Inghilterra e Galles prevedeva quindi la realizzazione di nuovi impianti gestiti e finanziati unicamente dal settore privato. Per facilitare il processo autorizzativo e realizzativo il governo ha attuato diverse misure: razionalizzare il processo di pianificazione, realizzare VIA e VAS per l'identificazione dei nuovi siti, dare licenze preliminari per la costruzione degli impianti, il decommissioning sarà interamente coperto dagli utili.
A questo scopo è stato proposto un nuovo regime di pianificazione per aiutare l'installazione di reattori nucleari e di altri nuovi progetti di infrastrutture importanti come ferrovie, parchi eolici di grandi dimensioni, serbatoi, porti, aeroporti e impianti di trattamento delle acque reflue. La necessità di nuove infrastrutture dovrebbero essere affrontati attraverso una politica nazionale della dichiarazione, quindi l'impatto per lo sviluppo locale in questione deve essere gestita da un gruppo indipendente, piuttosto che da ministri o autorità di pianificazione locale. Oltre ai piani per la costruzione dei nuovi impianti, sono stati decisi anche i piani per il finanziamento del decommissioning, tramite l'Energy Act 2008 è stato creato il FDP, un fondo in cui tutti gli operatori del settore nucleare verseranno una quota dei propri profitti sopperire ai costi futuri dello smantellamento degli impianti.
Tra luglio e novembre 2008, è stata effettuata una consultazione su una valutazione strategica delle locazioni proposte per identificare i siti che sono adatti per nuove centrali nucleari da costruire entro la fine del 2025, a questo scopo sono stati individuati 11 siti come strategicamente adatti per nuove centrali nucleari. Nel gennaio 2009 il governo ha invitato a presentare candidature per i siti da valutare per la loro idoneità, per la realizzazione di nuove centrali nucleari entro il 2025, di tutti questi siti sono stati valutati preliminarmente idonei tutti eccetto quello di Dungeness, e sono stati poi individuati anche tre siti idonei: Druridge Bay nel Northumberland, Kingsnorth nel Kent e Owston Ferry nel South Yorkshire. Nell'ottobre 2010 i siti di Braystones e Kingsnorth sono stati rimossi dalla lista preliminare, principalmente per tempi più lunghi per l'adeguamento degli elettrodotti, mentre gli altri 8 sono stati confermati.
Tutti questi progetti per il nuovo programma nucleare sono dovuti ad una maggiore sicurezza energetica (dovute all'aumentare delle importazioni per l'esaurirsi delle fonti di approvvigionamento di combustibili fossili nazionali), fronteggiare l'effetto serra e rispettare il Protocollo di Kyoto. Il governo si è infatti imposto una riduzione delle emissioni serra dell'80% nel 2050 e del 34% nel 2020 rispetto ai valori del 2020. Per raggiungere questi obiettivi, una delle strade intraprese è quella della costruzione di nuovi impianti nucleari. Per il 2025 sono previsti essere necessari 60GW di nuova potenza, di cui 35 GW sono previsti essere dalle fonti rinnovabili, la restante parte è prevista essere da fonte nucleare, anche se non è previsto alcun obiettivo minimo.
A fine 2010 sono sul futuro scenario nucleare due consorzi, uno è della JV fra RWE e E.ON, prevede di avere 6000 MW di potenza operativa per il 2025 nei siti di Wylfa ed Oldbury. Il secondo consorzio era composto dalla British Energy con EDF, a seguito della trasformazione della società inglese il programma nucleare è stato preso in consegne dalla EDF Energy, questa prevede 4 reattori nei siti di Sizewell ed Hinkley Point. Un terzo consorzio è stato costituito da Iberdrola-GDF Suez-Scottish & Southern per la costruzione di un impianto presso Sellafield per una potenza fino a 3600 MW.
A seguito del grave incidente alla centrale giapponese di Fukushima, il governo britannico ha fatto sapere che non cambierà i propri programmi nucleari, anche se è consapevole di dover «imparare la lezione» giapponese: i reattori britannici saranno sottoposti agli stress test decisi a livello europeo, anche se nessuno è del modello di Fukushima.. A metà giugno 2011 il governo inglese ha varato il nuovo piano nucleare, che prevede un sensibile aumento della componente nucleare. Secondo il piano, nel 2025 il totale della potenza nucleare britannica sarà di 18.000 MW. Il piano energetico dovrà passare ora al Parlamento, ma l'approvazione appare scontata dopo che è stato raggiunto un compromesso all'interno della coalizione di maggioranza: mentre i conservatori sono storicamente favorevoli al nucleare, il partito liberal-democratico era contrario, ma ha rinunciato a opporsi in nome dell'alleanza di governo.
A fine marzo 2012 le due utility tedesche proprietarie di Horizon hanno deciso di dismettere i programmi nucleari nel Regno Unito e cedere le rispettive quote della loro joint venture ad altri investitori. Questa decisione è maturata a seguito della concomitanza della crisi economica ed i costi del phase out tedesco che hanno obbligato le compagnie elettriche a profonde ristrutturazioni interne e licenziamenti per ripianare i bilanci.

### Tipologie
In un primo momento erano state proposte 4 tipologie di reattori: ACR, AP1000, EPR ed ESBWR. Dopo un primo interessamento, due società produttrici hanno ritirato i rispettivi modelli e sono rimaste solo due tipologie al vaglio dell'Health & Safety Executive, che riceveranno le approvazioni finali (che potranno avere ancora alcuni punti da chiarire) per il giugno 2011.
Reattore AP1000
L'AP1000 è la tipologia di reattori PWR prodotta dalla Westinghouse, è la tipologia attualmente prevista dalla Horizon, una JV di RWE e E.ON.
Reattore EPR
L'EPR è la tipologia di reattori PWR prodotta dalla AREVA, è la tipologia attualmente prevista dalla EDF Energy, è attualmente il primo reattore per cui si prevede la costruzione sul suolo britannico.

## Ciclo del combustibile
Il Regno Unito è privo di uranio, è però stato da sempre autosufficiente per tutto il ciclo del combustibile nucleare.

### Arricchimento
Presso l'impianto nucleare di Springfields è presente un impianto di conversione della capacità di 6000t/y, gestito dalla Westinghouse grazie ad un contratto di affitto a lungo termine fatto dalla NDA, nel 2005 la Cameco Corporation ha acquistato 10 anni di utilizzo di 5000t/y di capacità produttiva.
Un impianto di arricchimento è gestito dalla Urenco a Capenhurst della capacità di 1.1milioniSWU tramite un impianto a centrifuga a gas. L'impianto è di proprietà paritaria al 33% del Governo inglese, dal Governo danese e congiuntamente da RWE e E.ON. È prevista nello stesso sito la creazione di un impianto di deconversione dell'esafluoruro di uranio in yellowcake, una forma molto più stabile chimicamente, l'uranio sarà proveniente dai vari impianti Urenco, l'impianto è previsto entrare in funzione dal 2014.

### Fabbricazione del combustibile
A Springfields è presente un impianto per la fabbricazione del combustibile nucleare per i reattori di tipologia AGR e PWR, l'impianto per la fabbricazione del combustibile per i reattori Magnox era presente nello stesso sito ma ha terminato la sua produzione nel 2008 dopo 53 anni di attività, i 4 reattori ora in funzione funzioneranno quindi fino ad esaurimento delle scorte di combustibile.
Presso il sito di Sellafield è presente il SMP, l'impianto per la fabbricazione del combustibile MOX per l'esportazione.

### Riprocessamento
Le attività di riprocessamento sono svolte nel sito di Sellafieled. È presente un impianto di riprocessamento del combustibile dei reattori Magnox dalla capacità di 1500t/y in funzione dal 1964, è previsto cessare le proprie attività attorno al 2016. L'impianto Thorp è stato commissionato nel 1994 e fino al 2010 ha trattato circa 6000t di combustibile nucleare nazionale (2300t provenienti dai reattori AGR) e proveniente dall'estero, l'impianto è previsto funzionare fino al 2020. Il riciclo del plutonio derivante dal combustibile nazionale non è considerata una soluzione economica, è quindi conservato a tempo indeterminato per future decisioni (il costo del MOX è valutato essere 5 volte quello dell'uranio di partenza, raddoppiando quindi il costo del combustibile nucleare.

## Gestione dei rifiuti e depositi geologici
Alla fine degli anni 1980 il Nirex ha iniziato indagini dei siti di Dounreay e Sellafield per un deposito per i rifiuti di medio e basso livello. Nel 1991 il Nirex ha annunciato la costruzione di un centro di caratterizzazione delle rocce, ma la sua costituzione è stata prima respinta dal consiglio della Contea di Cumbria e poi dal ministero dell'ambiente.
Nel 2001, il governo del Regno Unito (insieme con le amministrazioni decentrate in Scozia, Galles e Irlanda del Nord) ha avviato la gestione sicura dei rifiuti radioattivi MRWS come programma per consultazioni pubbliche per il processo di localizzazione. A seguito della consultazione, un organismo indipendente, la commissione dei rifiuti radioattivi (CoRWM) è stata istituita per consigliare le opzioni per fornire una soluzione a lungo termine per la gestione dei rifiuti radioattivi di attività più elevato. L'ambito di indagine riguarda 470.000m3 di rifiuti a medio ed alto livello, oltre che le opzioni del trattamento di plutonio e uranio impoverito, trattati per lo più come rifiuti, oltre all'opzione di abbandonare il riprocessamento del combustibile nucleare utilizzato.
Dopo 3 anni di discussioni, il CoRWM ha raccomandato lo smaltimento geologico in profondità dei rifiuti, con una stazione di stoccaggio temporanea nel frattempo. Il percorso per il deposito sarebbe sulla base di un accordo comunitario, e circa un terzo del Regno Unito sembra essere geologicamente adatto. La relazione finale di CoRWM nel luglio del 2006 ha detto che "il governo dovrebbe muoversi per attuare le sue raccomandazioni, anche se ha riconosciuto che effettivamente messa in opera del deposito potrebbe richiedere decenni". Ad ottobre del 2007 il CoRWM è stato ricostituito e riformato, col nuovo compito di sorvegliare il programma di gestione dei rifiuti radioattivi e di fornire consulenza al governo su di esso. Nella sua risposta alle raccomandazioni del CoRWM, il governo ha annunciato che la Nuclear Decommissioning Authority avrebbe accorpato la Nirex per assumersi il mandato per lo stoccaggio e l'eventuale deposito geologico. A seguito di questa integrazione, la NDA ha creato la Radioactive Waste Management Directorate nell'aprile 2007 per assumersi la responsabilità per il programma di smaltimento geologico dei rifiuti.
Nel giugno 2007, il governo britannico con le amministrazioni del Galles e dell'Irlanda del Nord, ha lanciato una consultazione pubblica sulla gestione dei rifiuti. Questo insieme di discussioni intende spiegare in che modo il governo intende gestire i rifiuti radioattivi di attività più elevato nel lungo periodo attraverso per lo smaltimento geologico, con stoccaggio provvisorio e la continua ricerca e lo sviluppo per sostenere la sua implementazione ottimizzata. Ha inoltre invitato le comunità a manifestare interesse per l'apertura (senza impegno) le discussioni con il governo sulla possibilità di ospitare un impianto di smaltimento geologico a un certo luogo del paese in futuro.

## Produzione di uranio
Il Regno Unito non è un produttore di uranio. Non possiede risorse uranifere a <130$/kg nel "Red Book" del 2007.

## Centrali nucleari
Tutti i dati della tabella sono aggiornati a aprile 2020
| Reattori operativi |                    |           |                    |                                    |                                   |                        |
| Centrale | Potenza netta (MW) | Tipologia | Inizio costruzione | Allacciamento alla rete            | Produzione commerciale            | Dismissione (prevista) |
| Dungeness (Reattore B1) | 520                | AGR       | 1º ottobre 1965    | 3 aprile 1983                      | 1º aprile 1985                    | 2028                   |
| Dungeness (Reattore B2) | 520                | AGR       | 1º maggio 1965     | 29 dicembre 1985                   | 1º aprile 1989                    | 2028                   |
| Hartlepool (Reattore A1) | 590                | AGR       | 1º ottobre 1968    | 1º agosto 1983                     | 1º aprile 1989                    | 2024                   |
| Hartlepool (Reattore A2) | 590                | AGR       | 1º ottobre 1968    | 31 ottobre 1984                    | 1º aprile 1989                    | 2024                   |
| Heysham (Reattore A1) | 580                | AGR       | 1º dicembre 1970   | 9 luglio 1983                      | 1º aprile 1989                    | 2024                   |
| Heysham (Reattore A2) | 575                | AGR       | 1º dicembre 1970   | 11 ottobre 1984                    | 1º aprile 1989                    | 2024                   |
| Heysham (Reattore B1) | 610                | AGR       | 1º agosto 1980     | 12 luglio 1988                     | 1º aprile 1989                    | 2030                   |
| Heysham (Reattore B2) | 610                | AGR       | 1º agosto 1980     | 11 novembre 1988                   | 1º aprile 1989                    | 2030                   |
| Hinkley Point (Reattore B1) | 475                | AGR       | 1º settembre 1967  | 20 ottobre 1976                    | 2 ottobre 1978                    | 2023                   |
| Hinkley Point (Reattore B2) | 475                | AGR       | 1º settembre 1967  | 5 febbraio 1976                    | 27 settembre 1976                 | 2023                   |
| Hunterston (Reattore B1) | 480                | AGR       | 1º novembre 1967   | 6 febbraio 1976                    | 6 febbraio 1976                   | 2023                   |
| Hunterston (Reattore B2) | 480                | AGR       | 1º novembre 1967   | 31 marzo 1977                      | 31 marzo 1977                     | 2023                   |
| Sizewell (Reattore B) | 1198               | PWR       | 18 luglio 1988     | 14 febbraio 1995                   | 22 settembre 1995                 | 2035                   |
| Torness (Reattore 1) | 590                | AGR       | 1º agosto 1980     | 25 maggio 1988                     | 25 maggio 1988                    | 2030                   |
| Torness (Reattore 2) | 595                | AGR       | 1º agosto 1980     | 3 febbraio 1989                    | 3 febbraio 1989                   | 2030                   |
| Totale: 15 reattori per complessivi 8.883 MW |                    |           |                    |                                    |                                   |                        |
| Reattori in costruzione |                    |           |                    |                                    |                                   |                        |
| Centrale | Potenza netta (MW) | Tipologia | Inizio costruzione | Allacciamento alla rete (previsto) | Produzione commerciale (previsto) | Costo (previsto)       |
| Hinkley Point (Reattore C1) | 1630               | EPR       | 11 dicembre 2018   | 2026                               | 2026                              |                        |
| Hinkley Point (Reattore C2) | 1630               | EPR       | 12 dicembre 2019   | 2027                               | 2027                              |                        |
| Totale: 2 reattori per complessivi 3260 MW |                    |           |                    |                                    |                                   |                        |
| Reattori pianificati ed in fase di proposta |                    |           |                    |                                    |                                   |                        |
| Totale programmati: 7 reattori per complessivi 10.600 MW Totale proposti: 2 reattori per 2.300 MW complessivi                                                       |                    |           |                    |                                    |                                   |                        |
| Reattori dismessi |                    |           |                    |                                    |                                   |                        |
| Centrale | Potenza netta (MW) | Tipologia | Inizio costruzione | Allacciamento alla rete            | Produzione commerciale            | Dismissione            |
| Berkeley (Reattore 1) | 138                | Magnox    | 1º gennaio 1957    | 12 giugno 1962                     | 12 giugno 1962                    | 31 marzo 1989          |
| Berkeley (Reattore 2) | 138                | Magnox    | 1º gennaio 1957    | 24 giugno 1962                     | 20 ottobre 1962                   | 2 ottobre 1988         |
| Bradwell (Reattore 1) | 138                | Magnox    | 1º gennaio 1957    | 1º luglio 1962                     | 1º luglio 1962                    | 30 marzo 2002          |
| Bradwell (Reattore 2) | 138                | Magnox    | 1º gennaio 1957    | 1º luglio 1962                     | 12 novembre 1962                  | 30 marzo 2002          |
| Calder Hall (Reattore 1) | 49                 | Magnox    | 1º agosto 1953     | 27 agosto 1956                     | 1º ottobre 1956                   | 31 marzo 2003          |
| Calder Hall (Reattore 2) | 49                 | Magnox    | 1º agosto 1953     | 1º febbraio 1957                   | 1º febbraio 1957                  | 31 marzo 2003          |
| Calder Hall (Reattore 3) | 49                 | Magnox    | 1º agosto 1955     | 1º marzo 1958                      | 1º maggio 1958                    | 31 marzo 2003          |
| Calder Hall (Reattore 4) | 49                 | Magnox    | 1º agosto 1955     | 1º aprile 1959                     | 1º aprile 1959                    | 31 marzo 2003          |
| Chapelcross (Reattore 1) | 48                 | Magnox    | 1º ottobre 1955    | 1º febbraio 1959                   | 1º marzo 1959                     | 29 giugno 2004         |
| Chapelcross (Reattore 2) | 48                 | Magnox    | 1º ottobre 1955    | 1º settembre 1959                  | 1º agosto 1959                    | 29 giugno 2004         |
| Chapelcross (Reattore 3) | 48                 | Magnox    | 1º ottobre 1955    | 1º novembre 1959                   | 1º dicembre 1959                  | 29 giugno 2004         |
| Chapelcross (Reattore 4) | 48                 | Magnox    | 1º ottobre 1955    | 1º gennaio 1960                    | 1º marzo 1960                     | 29 giugno 2004         |
| Dounreay (DFR) | 11                 | FBR       | 1º marzo 1955      | 1º ottobre 1962                    | 1º ottobre 1962                   | 1º marzo 1977          |
| Dounreay (PFR) | 234                | FBR       | 1º gennaio 1966    | 10 gennaio 1975                    | 1º luglio 1976                    | 31 marzo 1994          |
| Dungeness (Reattore A1) | 225                | Magnox    | 1º luglio 1960     | 21 settembre 1965                  | 28 ottobre 1965                   | 31 dicembre 2006       |
| Dungeness (Reattore A2) | 225                | Magnox    | 1º luglio 1960     | 1º novembre 1965                   | 30 dicembre 1965                  | 31 dicembre 2006       |
| Hinkley Point (Reattore A1) | 235                | Magnox    | 1º novembre 1957   | 16 febbraio 1965                   | 30 marzo 1965                     | 23 maggio 2000         |
| Hinkley Point (Reattore A2) | 235                | Magnox    | 1º novembre 1957   | 19 marzo 1965                      | 5 maggio 1965                     | 23 maggio 2000         |
| Hunterston (Reattore A1) | 150                | Magnox    | 1º ottobre 1957    | 5 febbraio 1964                    | 5 febbraio 1964                   | 30 marzo 1990          |
| Hunterston (Reattore A2) | 150                | Magnox    | 1º ottobre 1957    | 1º giugno 1964                     | 1º settembre 1964                 | 31 dicembre 1989       |
| Oldbury (Reattore 1) | 217                | Magnox    | 1º maggio 1962     | 7 novembre 1967                    | 31 dicembre 1967                  | 29 febbraio 2012       |
| Oldbury (Reattore 2) | 217                | Magnox    | 1º maggio 1962     | 6 aprile 1968                      | 30 settembre 1968                 | 30 giugno 2011         |
| Sizewell (Reattore A1) | 210                | Magnox    | 1º aprile 1961     | 21 gennaio 1966                    | 25 marzo 1966                     | 31 dicembre 2006       |
| Sizewell (Reattore A2) | 210                | Magnox    | 1º aprile 1961     | 9 aprile 1966                      | 15 settembre 1966                 | 31 dicembre 2006       |
| Trawsfynydd (Reattore 1) | 195                | Magnox    | 1º luglio 1959     | 14 gennaio 1965                    | 24 marzo 1965                     | 5 febbraio 1991        |
| Trawsfynydd (Reattore 2) | 195                | Magnox    | 1º luglio 1959     | 2 febbraio 1965                    | 24 marzo 1965                     | 5 febbraio 1991        |
| Winfrith | 92                 | SGHWR     | 1º marzo 1963      | 1º dicembre 1967                   | 1º gennaio 1968                   | 11 settembre 1990      |
| Wylfa (Reattore 1) | 490                | Magnox    | 1º settembre 1963  | 24 gennaio 1971                    | 1º novembre 1971                  | 30 dicembre 2015       |
| Wylfa (Reattore 2) | 490                | Magnox    | 1º settembre 1963  | 21 luglio 1971                     | 3 gennaio 1972                    | 25 aprile 2012         |
| Reattori smantellati |                    |           |                    |                                    |                                   |                        |
| Windscale | 24                 | AGR       | 1º novembre 1958   | 1º febbraio 1963                   | 1º marzo 1963                     | 4 aprile 1981          |
| Totale dismessi + smantellati: 30 reattori per complessivi 4.715 MW                                                                                                 |                    |           |                    |                                    |                                   |                        |
| NOTE: - La normativa in vigore prevede la possibilità di sostituzione e/o aumento del parco reattori al termine del ciclo vitale degli impianti ancora in funzione. |                    |           |                    |                                    |                                   |                        |